# Kalocsa
Kalocsa (Duits: Kollotschau)  is een stad in Hongarije, behorend tot het comitaat Bács-Kiskun. Het ligt op 43 km ten noorden van Baja. Vroeger lag de stad aan de Donau, maar door het verschoven rivierbed is Kalocsa 9 km ten oosten van de rivier komen te liggen. Kalocsa is een historische bisschopsstad, die tevens bekendstaat om zijn paprikaproductie.

## Volkskunst
Kalocsa is bekend om zijn folklore. De volkskunst, die vooral door vrouwen beoefend wordt, vindt men terug in de fleurige muurschilderingen en in borduurwerk. Het In een huis aan de Tompa Mihály utca is een klein museum gevestigd in een met riet bedekt boerenhuis (Népmüvészeti Tájház = Streekhuis van de Volkskunst). Men ziet er de oude meubels, de hoogopgestapelde bedden met fraai bewerkt beddengoed, een oude keuken met gebruiksvoorwerpen en gereedschappen. 

## Het gebied van de paprika
Iets achter de hoofdstraat ligt het Paprikamuseum, uniek in de wereld, volgens de bewoners van Kalocsa. In dit kleine museum waar alles duidelijk en aanschouwelijk wordt getoond, leren we dat de paprikaplant uit Midden-Amerika afkomstig is. Alleen de Turken namen er in Europa notitie van en beschouwden de paprika als een middel om te voorkomen dat hun soldaten malaria kregen. Door de Turken kwam de plant in Zuid-Hongarije terecht, waarmee ook de bijnaam 'Turks peper' verklaard is.
Toen er in de 18e eeuw invoerverbod kwam voor buitenlandse kruiden, moest de bevolking wel uitzien naar een vervangend, inheems product. De paprikaplant, die zo hier en daar groeide, verhuisde naar grote aangelegde velden. Er ontstond een hele paprikacultuur tot het ten slotte een nationaal symbool werd en een gewild uitvoerproduct.
In het museum wordt duidelijk gemaakt dat paprikapoeder een hoog vitaminegehalte heeft. Als een stukje historie staat er nog een oude machine die met de voet werd aangedreven.
Het malen gebeurt tegenwoordig in staats- en privébedrijven, met zeer moderne paprikamolens.
De staat houdt zich ook bezig met de mengeling van het paprikapoeder, waardoor de volgende smaken ontstaan: zoet, edelzoet, scherp en zeer scherp.
In Kalocsa en de 32 naburige dorpen wordt op een oppervlakte van ong. 35.000 ha de paprika verbouwd. De boeren verbouwen ook voor eigen gebruik en verkopen op kleine schaal de paprika.
Als men in de eerste helft van september in de omgeving van Kalocsa rondreist ziet men aan de huizen het vlammende rood van de aangeregen paprika's die daar te drogen hangen.

## Andere bezienswaardigheden
De hoofdstraat van de stad is de István út. Hieraan ligt op nº 5 het Károly Viski-museum. In de diverse ruimtes wordt aan de hand van meubels, gebruiksvoorwerpen en oude klederdrachten getoond hoe de mensen in dit gebied woonden. 

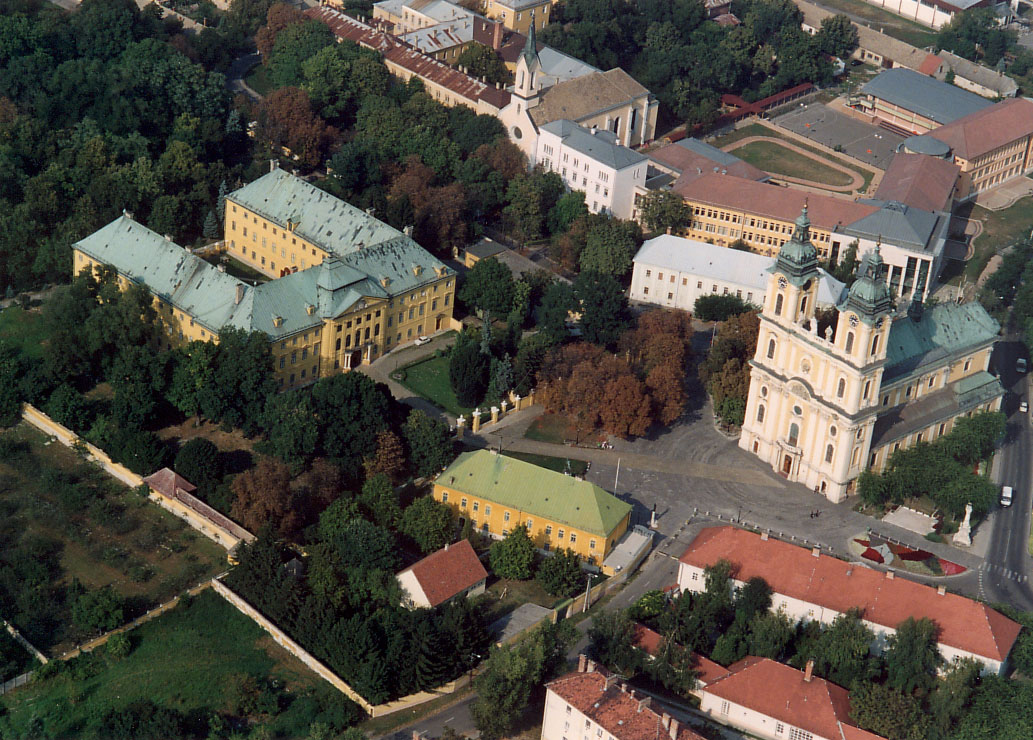
Aartsbisschoppelijk paleis en kathedraal van Kalocsa

Aan het eind van de met bomen omzoomde István út komt men bij de historische stadskern, het Szabadság tér, waar de Dom en het aartsbisschoppelijk paleis staan. De Dom is gebouwd op de fundamenten van een kerk die er al in de 11e eeuw stond.
Deze werd verwoest, evenals de twee die erna gebouwd werden.
De huidige barokke kerk stamt uit de 18e eeuw. In de crypte heeft men tijdens restauratiewerkzaamheden in 1910 oude graven van aartsbisschoppen blootgelegd. Van buiten vertoont de kerk met twee gelijke torens overeenkomst met die op Tihany in het Balatonmeer.
Ook zijn er overeenkomsten met de Italiaanse barok, doordat architect András Mayerhoffer assistentie kreeg van Italiaanse collega's.
Het twee verdiepingen hoge aartsbisschoppelijke paleis (18e eeuw) met  fresco's in de pronkzaal en de kapel op de eerste verdieping, heeft een waardevolle verzameling van meer dan 100.000 banden en boeken in de fraaie bibliotheek, die ook te bezichtigen is.

## Bereikbaarheid
Op dit moment is Kalocsa via hoofdweg 51 bereikbaar, deze weg loopt van noord naar zuid langs de Donau tussen de M0 (Hongarije) en de stad Baja. In 2020 is de bouw begonnen van een nieuwe Donaubrug die de stad zal gaan verbinden met de ten westen van de Donau gelegen stad Paks en de daar gelegen autosnelweg M6 (Hongarije). De brug zal in 2024 worden opgeleverd. Voor het verkeer tussen de M6 en Kalocsa zal een nieuwe hoofdweg worden aangelegd; weg nr. 512. Ook zal er een nieuwe zuidwestelijke rondweg voor Kalocsa worden gerealiseerd.

## Partnersteden
Kalocsa onderhoudt stedenbanden met Altino (Italië), Bethlehem (Palestina), Kirchheim unter Teck (Duitsland), Kula (Servië), Shenzhen (China), Cristuru Secuiesc (Roemenië) en Totana (Spanje).